# Psammotettix ibericus
Psammotettix ibericus är en insektsart som beskrevs av Adolf Remane 1965. Psammotettix ibericus ingår i släktet Psammotettix och familjen dvärgstritar. Inga underarter finns listade i Catalogue of Life.